# Miss Piauí 2008
Miss Piauí 2008 foi a 50ª edição do tradicional concurso de beleza feminino de Miss Piauí, válido para a disputa de Miss Brasil 2008, único caminho para o Miss Universo. O concurso, coordenado pelo colunista social Nelito Marques, ocorreu no estúdio Atlantic City Club com a presença de doze (12) candidatas  de distintos municípios do Estado, com transmissão simultânea pela TV Cidade Verde. A detentora do título no ano anterior, Amanda Costa Santos, coroou sua sucessora no final do evento, sendo esta a represente do município de Altos, Marinna de Paiva Lima.

## Resultados

### Colocações
| Posição    | Cidade e Candidata                                |
| Vencedora  | - Altos - Marinna Paiva                           |
| 2º. Lugar  | - Teresina - Isabela Santana                      |
| 3º. Lugar  | - Amarante - Rayanne Gabrielle                    |
| Finalistas | - Floriano - Weslane Sá - Oeiras - Lucyhara Alves |

### Prêmios Especiais
O concurso distribuiu somente o prêmio de Miss Simpatia este ano:
| Prêmio        | Cidade e Candidata            |
| Miss Simpatia | - Parnaíba - Eliane Fontenele |

## Candidatas
Disputaram o título este ano: 
- Altos - Marinna de Paiva Lima

- Amarante - Rayanne Gabrielle Leal

- Castelo do Piauí - Aniele Machado

- Demerval Lobão - Rosana Borges

- Floriano - Weslane Sá

- Fronteiras - Yanne Barbosa

- Itaueira - Aline Cipriano

- Luzilândia - Lidiane Lopes

- Oeiras - Lucyhara Alves [6]

- Parnaíba - Eliane Fontenele Araújo

- Porto - Julianne Rodrigues

- Teresina - Isabela Duarte Santana